# لامارتش (كيبك)
لامارتش (بالإنجليزية: Lamarche, Quebec)‏ هي بلدية محلية في كيبيك تقع في كندا في Lac-Saint-Jean-Est Regional County Municipality. يقدر عدد سكانها بـ 557 نسمة ومساحتها 92.60 كم2 .